# Terremoto di Nobi del 1891

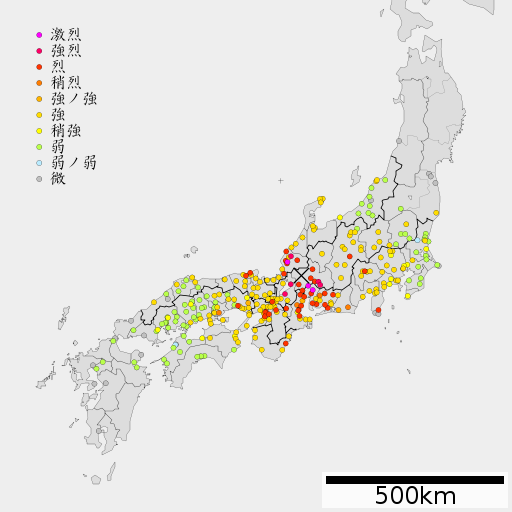
Mappa delle intensità del terremoto di Nōbi del 1891.

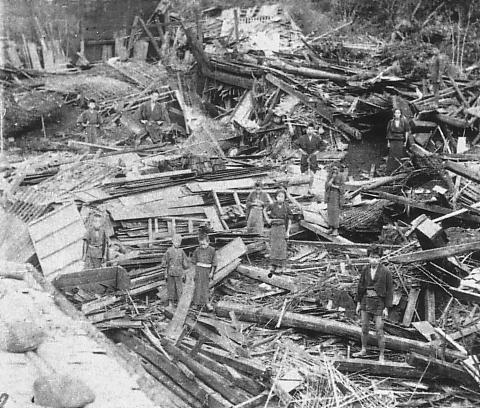
Danni causati dal terremoto di Nōbi del 1891.

Il terremoto di Nōbi (濃尾地震?, Nōbi Jishin), avvenuto il 28 ottobre del 1891 durante il periodo Meiji, fu un devastante terremoto che colpì le allora province giapponesi di Mino e Owari, nell'area della pianura di Nōbi.
In Giappone è più conosciuto con il nome di terremoto di Mino-Owari (美濃尾張地震?, Mino-Owari Jishin) o Grande terremoto di Nōbi (濃尾大地震?, Nōbi Daijishin).
Fu il più forte terremoto dell'isola principale del Giappone, con una magnitudo stimata fra 7,5 e 8, che si stima abbia causato 7.273 morti e 17.175 feriti.

## Storia
La scossa principale avvenne 6:38 della mattina del 28 ottobre 1891. In base agli effetti distruttivi si stima che la magnitudine sulla scala Richter sia stata attorno a 8. Si ritiene che l'epicentro sia situato nella Faglia Neodami (35°35'N, 136°20'E), localizzato in corrispondenza dell'attuale città di Motosu, nella Prefettura di Gifu. La rottura della faglia causò un sollevamento del terreno fino a sei metri.

## Cause e meccanismo
La faglia che fu la causa di questo terremoto si situa nella parte interna montagnosa dell'isola principale. Essa ha giocato secondo un meccanismo trascorrente (décrochant). La rottura si è propagata su tre segmenti di faglie consecutive (la faglia di Nukumi, di Neodani e di Umehara) per una lunghezza totale dell'ordine di 80 km. Dopo il 1976, si suppone l'intervento di un quarto segmento che non ha avuto espressione in superficie (faglia nascosta). Dei rigetti attivi fino a 7.5 m sono stati osservati lungo il secondo segmento. Le tracce di questo sisma sul paesaggio sono ancora visibili oggigiorno. Il Jishin Danso Kansatsukan (museo dell'osservazione della faglia del terremoto) permette di vedere chiaramente questo rigetto grazie a uno scavo.
Questo evento è importante nella storia della sismologia poiché è uno dei primi sismi ad essere stato studiato con metodi moderni. Omori, osservando la decrescenza delle repliche, ne ha dedotto una legge che poi è stata confermata da numerose osservazioni. Questo sisma è stato anche registrato da quattro sismografi del tipo Gray-Milne-Ewing (attualmente restano 3 registrazioni, essendo stata perduta quella di Osaka).

## Ripercussioni

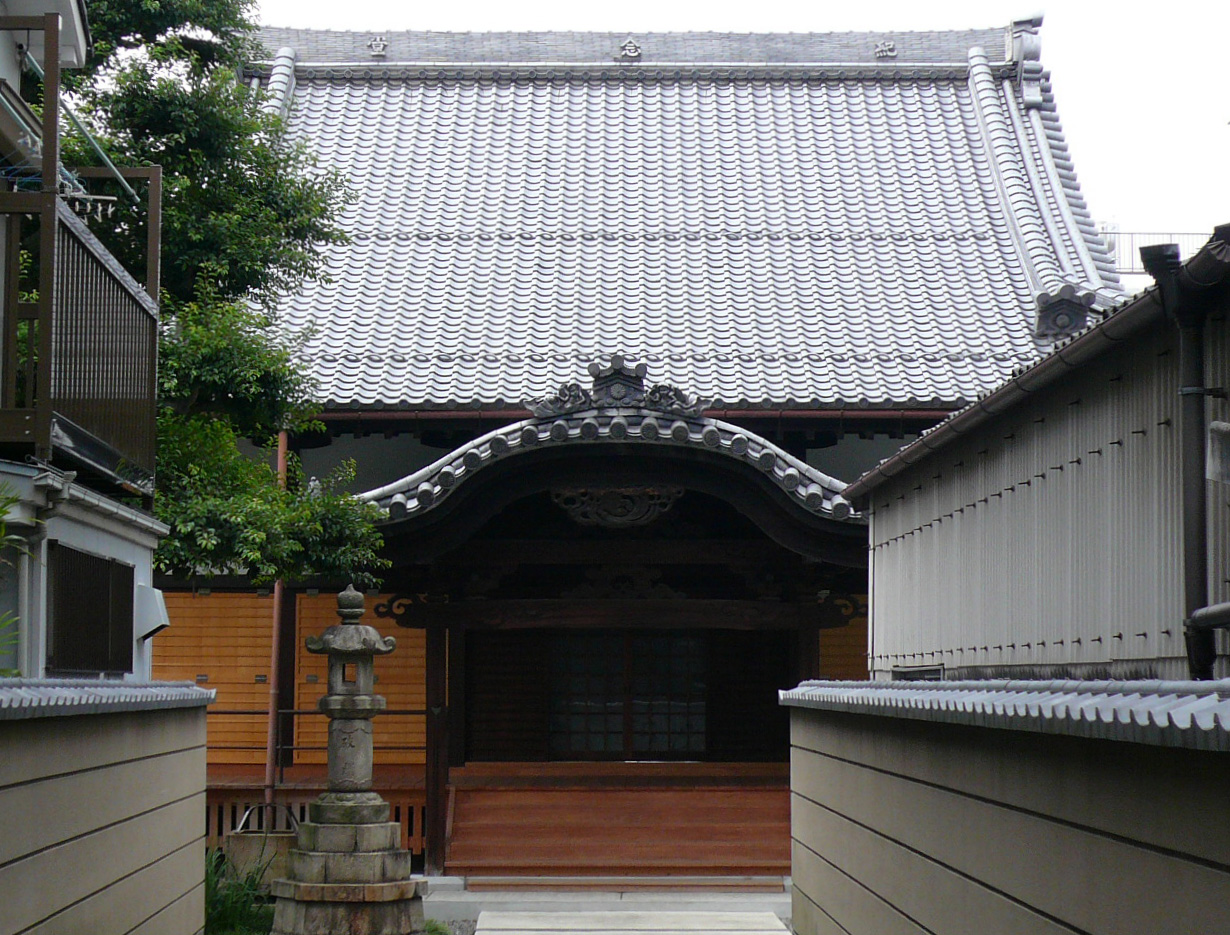
L'Earthquake Memorial Hall della città di Gifu dedicato alle vittime del grande terremoto.

In seguito a questa catastrofe è stato creato in Giappone il Comitato per la prevenzione dei disastri dei terremoti e il 28 ottobre viene celebrata nella prefettura di Gifu la "Giornata della prevenzione dei disastri provocati dai terremoti", per aiutare i residenti a prepararsi alle scosse dei terremoti. Inoltre il 28 di ogni mese all'Earthquake Memorial Hall viene celebrata una cerimonia buddista in ricordo delle vittime.

## Libro fotografico in ricordo dell'evento
Nel 1893 il sismologo John Milne e l'ingegnere W. K. Burton lavorarono assieme per preparare un libro fotografico che documentasse il disastroso evento del 1891. Il libro, pubblicato a Yokohama, mostrò le gravi condizioni in cui versavano le popolazioni colpite dal sisma e l'impatto del terremoto sul loro ambiente attraverso le drammatiche immagini stampate da Ogawa Kazumasa.